# Буюкань
Буюкань, Буюкани (рум. Buiucani) — район міста Кишинева. Займає північно-західну частину міста. До району входять міста Ватра, Дурлешти та села Гідігіч, Думбрава, Кондріца, Трушень

## Історія
Буюкани відомі з другої половини XV століття. В кінці XVI-початку XVII ст. село Буюкань знаходилося у володінні кількох бояр, пізніше — боярина Д. Палеолога.
У дарчій грамоті від 20 серпня 1608 господар Костянтин Мовіле виділив спадкоємцям Ходора і Параски село Буюкань, розташоване в краї Лапушна на річці Бик з місцем для ставка і млинами на річці.
Відповідно до грамоти від 18 грудня 1610 Думітраке Кіріце відійшли дві частини Буюканів, продані йому декількома власниками, одним з яких був Андронік Рашка, син Дрегелуші, внучки Насті Буюк. Ця грамота підтверджує версію, що назва села походить від прізвища Буюк.
З 1620-х років Буюкань — власність Ясського монастиря Галата. Місцеве населення займалося в основному землеробством. У селі були також ковалі, теслі, бондарі, кушніри, кожум'яки.
За даними перепису Бессарабської перепису населення 1817 року: Село Боюкани належали до округу річки Биковець Оргіївського цинуту. Стан села розряду В (посереднє). Статистика духовного стану: 3 священика, 1 диякон, 1 вдова диякона, 2 дячка, 2 паламаря. Статистика вищого стану: 4 мазила.
Статистика нижчого стану: господарства царан — 147, господарства вдів царан — 27, господарства бурлак (холостяків) — 28. Всього: 187 чоловічих господарств і 28 овдовілих господарств.
З початку 1830-х рр. Буюкань стають передмістям Кишинева.
Після Другої світової війни почалася активна забудова території Боюкан, спочатку 1-, 2-поверховими будинками, а з кінця 1950-х років багатоповерховими будинками.
Зараз на Буюкані переважають 5-, 9- і 16-поверхові будівлі. Тут розташований міжнародний виставковий центр «Молдекспо», Державний педагогічний університет імені Йона Крянге, парки «Валя Морілор», «Ла ізвор», «Алунелул» і «Дендрарій», один із найстаріших в місті Єврейський цвинтар.

## Вулиці
- Каля Єшілор (колишня Куйбишева);
- Васіле Лупу (колишня Панфілова);
- Іона Крянге (колишня Чернишевського);
- Алба Юлія (колишня Енгельса);
- Іон Пеліван (колишня Комуни);
- Алдя-Теодорович (колишня Свободи);
- Бенулеску-Бодоні (колишня Гоголя).